# Saint-Hellier
Saint-Hellier és un municipi francès situat al departament del Sena Marítim i a la regió de Normandia. L'any 2007 tenia 422 habitants.

## Demografia

### Població
El 2007 la població de fet de Saint-Hellier era de 422 persones. Hi havia 166 famílies de les quals 41 eren unipersonals (25 homes vivint sols i 16 dones vivint soles), 63 parelles sense fills, 58 parelles amb fills i 4 famílies monoparentals amb fills.
La població ha evolucionat segons el següent gràfic:
Habitants censats

### Habitatges
El 2007 hi havia 212 habitatges, 166 eren l'habitatge principal de la família, 28 eren segones residències i 18 estaven desocupats. Tots els 211 habitatges eren cases. Dels 166 habitatges principals, 131 estaven ocupats pels seus propietaris, 30 estaven llogats i ocupats pels llogaters i 5 estaven cedits a títol gratuït; 1 tenia una cambra, 6 en tenien dues, 29 en tenien tres, 45 en tenien quatre i 84 en tenien cinc o més. 130 habitatges disposaven pel capbaix d'una plaça de pàrquing. A 76 habitatges hi havia un automòbil i a 74 n'hi havia dos o més.

### Piràmide de població
La piràmide de població per edats i sexe el 2009 era:
| Homes | Edats   | Dones |
| ----- | ------- | ----- |
| 0     | 95 o +  | 0     |
| 4     | 90 a 94 | 0     |
| 0     | 85 a 89 | 0     |
| 0     | 80 a 84 | 0     |
| 8     | 75 a 79 | 8     |
| 8     | 70 a 74 | 8     |
| 20    | 65 a 69 | 28    |
| 16    | 60 a 64 | 20    |
| 12    | 55 a 59 | 8     |
| 4     | 50 a 54 | 8     |
| 12    | 45 a 49 | 4     |
| 8     | 40 a 44 | 24    |
| 24    | 35 a 39 | 12    |
| 16    | 30 a 34 | 20    |
| 4     | 25 a 29 | 8     |
| 4     | 20 a 24 | 8     |
| 8     | 15 a 19 | 16    |
| 8     | 10 a 14 | 16    |
| 12    | 5 a 9   | 24    |
| 12    | 0 a 4   | 12    |

## Economia
El 2007 la població en edat de treballar era de 247 persones, 170 eren actives i 77 eren inactives. De les 170 persones actives 146 estaven ocupades (86 homes i 60 dones) i 23 estaven aturades (11 homes i 12 dones). De les 77 persones inactives 33 estaven jubilades, 22 estaven estudiant i 22 estaven classificades com a «altres inactius».

### Ingressos
El 2009 a Saint-Hellier hi havia 175 unitats fiscals que integraven 445,5 persones, la mediana anual d'ingressos fiscals per persona era de 15.649 €.

### Activitats econòmiques
Dels 17 establiments que hi havia el 2007, 1 era d'una empresa alimentària, 2 d'empreses de fabricació d'altres productes industrials, 5 d'empreses de construcció, 5 d'empreses de comerç i reparació d'automòbils, 1 d'una empresa d'hostatgeria i restauració, 1 d'una empresa financera, 1 d'una empresa immobiliària i 1 d'una empresa classificada com a «altres activitats de serveis».
Dels 4 establiments de servei als particulars que hi havia el 2009, 1 era un taller de reparació d'automòbils i de material agrícola, 1 guixaire pintor, 1 fusteria i 1 lampisteria.
Dels 2 establiments comercials que hi havia el 2009, 1 era una botiga de menys de 120 m² i 1 una botiga de material de revestiment de parets i terra.
L'any 2000 a Saint-Hellier hi havia 13 explotacions agrícoles que ocupaven un total de 400 hectàrees.

## Equipaments sanitaris i escolars
El 2009 hi havia una escola elemental integrada dins d'un grup escolar amb les comunes properes formant una escola dispersa.

## Poblacions més properes
El següent diagrama mostra les poblacions més properes.